# Schladming
Schladming ist eine Stadtgemeinde in der Steiermark in Österreich. Sie ist mit 6.572 Einwohnern (1. Jänner 2025) die größte Kommune in der Expositur Gröbming, die zweitgrößte Stadt des Bezirks Liezen und Sitz des Gerichtsbezirks Schladming. Schladming, ein wichtiger Wintersportort, war Austragungsort der Alpinen Skiweltmeisterschaften 1982 und 2013 sowie der Special Olympics in den Wintern 1993 und 2017.

## Geografie

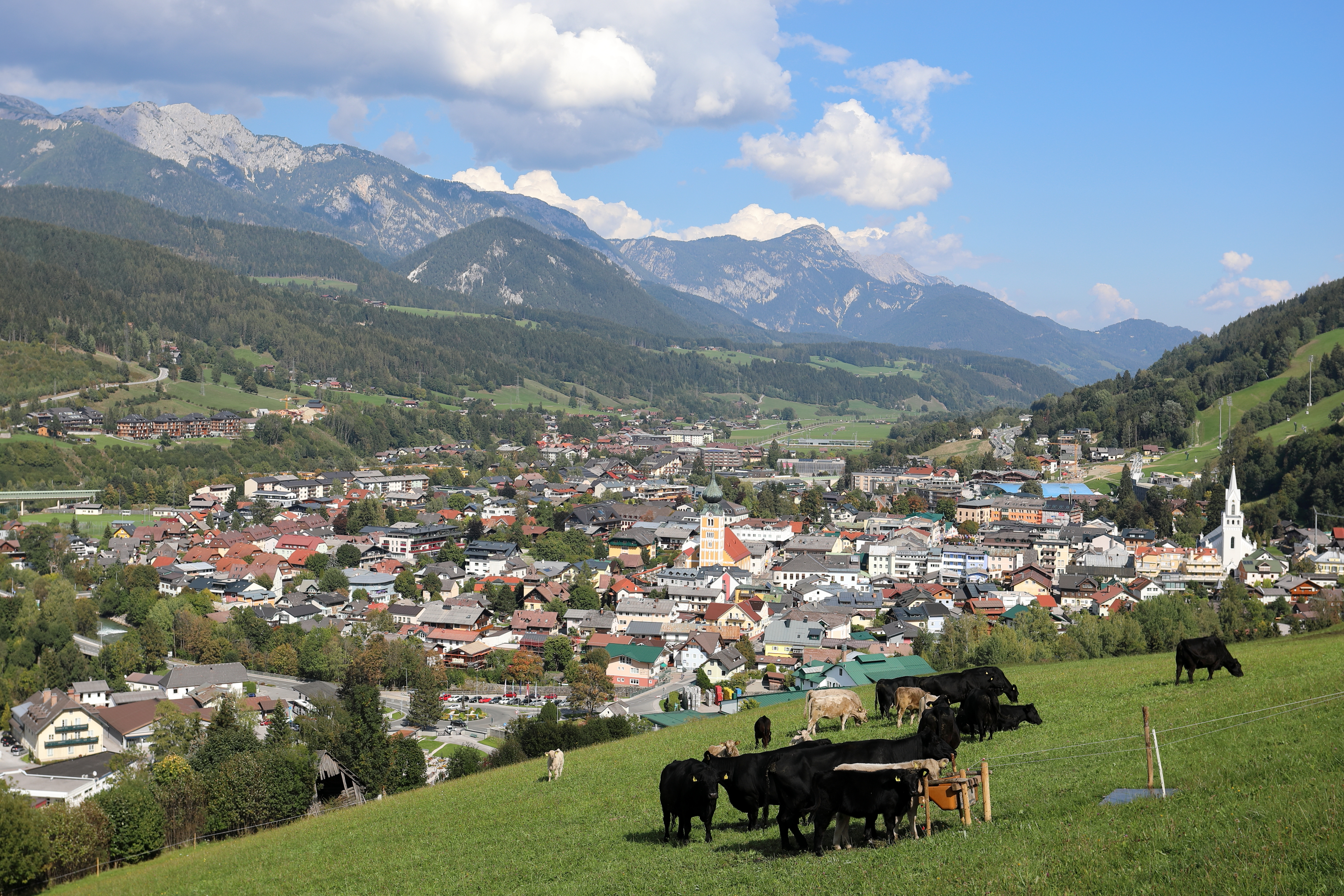
Südwestansicht von Schladming

Schladming liegt in der nordwestlichen Obersteiermark im oberen Ennstal an der Einmündung des Talbachs in die Enns. Die Stadt wird umrahmt im Norden vom Dachstein und im Süden von den Niederen Tauern. Die Stadt grenzt im Westen an das Bundesland Salzburg.

### Klima
|                        | Jan  | Feb  | Mär  | Apr  | Mai  | Jun  | Jul  | Aug  | Sep  | Okt  | Nov  | Dez  |   |      |
| Mittl. Temperatur (°C) | −3,7 | −3,0 | 0,6  | 4,7  | 10,1 | 13,1 | 15,1 | 14,4 | 10,5 | 6,2  | 0,5  | −2,8 | ⌀ | 5,5  |
| Mittl. Tagesmax. (°C)  | 0,6  | 1,8  | 5,8  | 10,5 | 16,3 | 19,1 | 21,2 | 20,3 | 16,2 | 11,6 | 4,7  | 1,1  | ⌀ | 10,8 |
| Mittl. Tagesmin. (°C)  | −6,9 | −6,5 | −3,2 | 0,3  | 4,9  | 8,0  | 10,0 | 9,9  | 6,5  | 2,6  | −2,4 | −5,7 | ⌀ | 1,5  |
|                        |      |      |      |      |      |      |      |      |      |      |      |      |   |      |
| Niederschlag (mm)      | 73   | 62   | 79   | 61   | 93   | 131  | 148  | 146  | 103  | 72   | 73   | 74   | Σ | 1115 |
|                        |      |      |      |      |      |      |      |      |      |      |      |      |   |      |
| Luftfeuchtigkeit (%)   | 67,4 | 60,6 | 55,9 | 48,9 | 48,7 | 51,3 | 52,0 | 55,1 | 57,9 | 60,5 | 70,6 | 74,5 | ⌀ | 58,6 |

| −6,9 |

| −6,5 |

| −3,2 |

| 0,3 |

| 4,9 |

| 8,0 |

| 10,0 |

| 9,9 |

| 6,5 |

| 2,6 |

| −2,4 |

| −5,7 |

| −6,9 |

| −6,5 |

| −3,2 |

| 0,3 |

| 4,9 |

| 8,0 |

| 10,0 |

| 9,9 |

| 6,5 |

| 2,6 |

| −2,4 |

| −5,7 |

### Gemeindegliederung
Zum 1. Jänner 2015 wurden die Gemeinden Pichl-Preunegg und Rohrmoos-Untertal mit Schladming fusioniert.
Das Gemeindegebiet gliedert sich in neun Ortschaften (in Klammern Einwohnerzahl Stand 1. Jänner 2025):
- Fastenberg (134)
- Gleiming (143) samt Gleimingberg
- Klaus (967) samt Galgenbichl, Haslach, Klausner, Mauterndorf, Neuwirt, Nößlauer, Nußdörfl, Obere Klaus, Salzburger-Siedlung, Sonnenhang, Stierern und Taxner
- Obertal (149)
- Pichl (582) samt Mandling, Vorberg und Warterdorf
- Preunegg (134)
- Rohrmoos (934)
- Schladming (3353) samt Maistatt und WM-Siedlung
- Untertal (176)

Die sechs Katastralgemeinden sind (Fläche Stand 31. Dezember 2023):
- Klaus (747 ha)
- Pichl (1.133,07 ha)
- Preunegg (4.309,07 ha)
- Rohrmoos (6.553,85 ha)
- Schladming (284,4 ha)
- Untertal (8.068,09 ha)

### Nachbargemeinden
Von den elf Nachbargemeinden liegen fünf im Bezirk Liezen, vier im Bezirk Tamsweg (TA; Land Salzburg) und zwei im Bezirk Sankt Johann (JO; Land Salzburg).
|                            | Ramsau am Dachstein                         | Haus                           |
| Radstadt (JO) Forstau (JO) | Kompassrose, die auf Nachbargemeinden zeigt | Aich Michaelerberg-Pruggern    |
|                            | Weißpriach (TA) und Mariapfarr (TA)         | Sölk Göriach (TA) Lessach (TA) |

## Geschichte

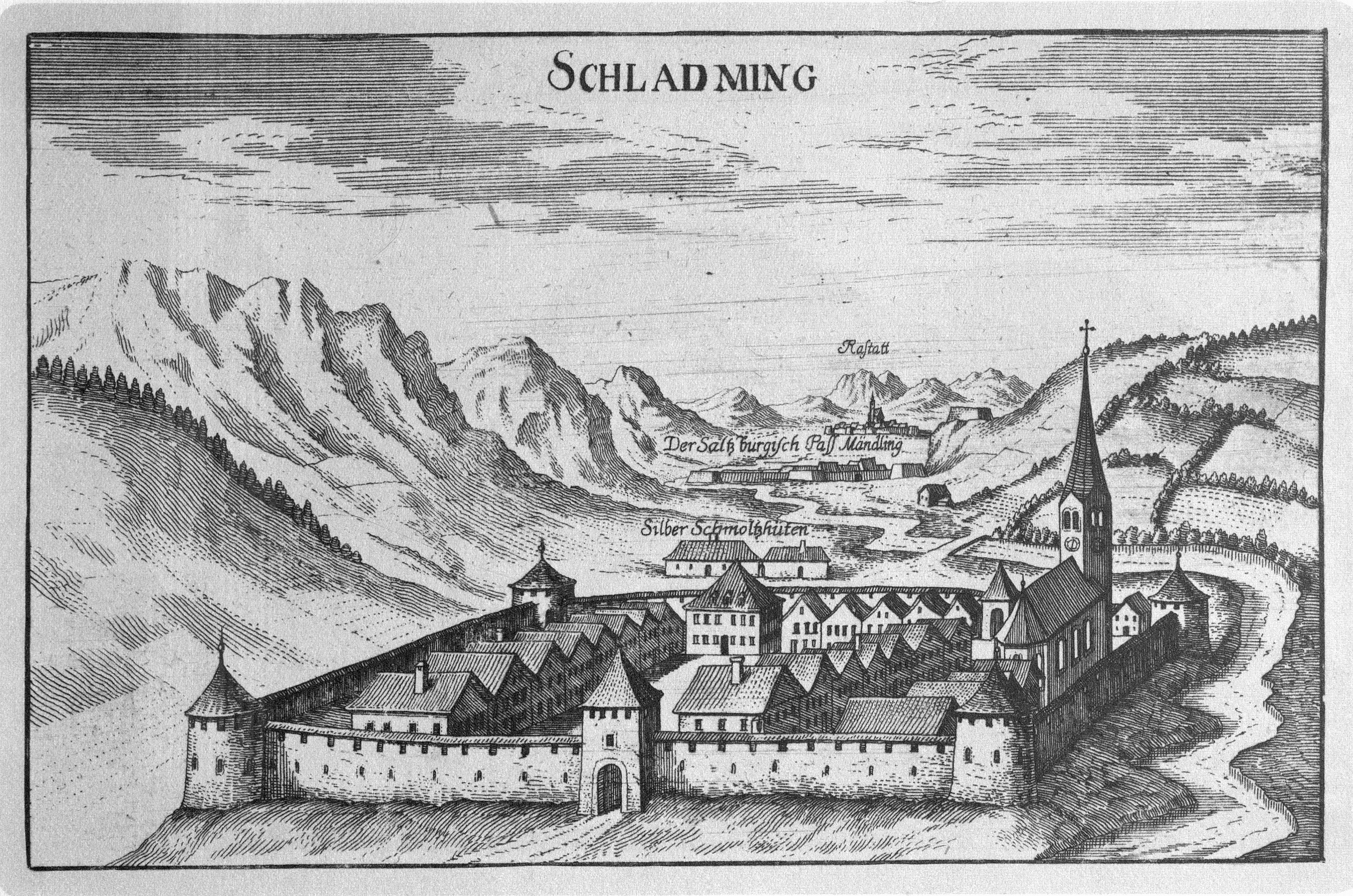
Schladming nach einem Stich von Vischer im Jahr 1681

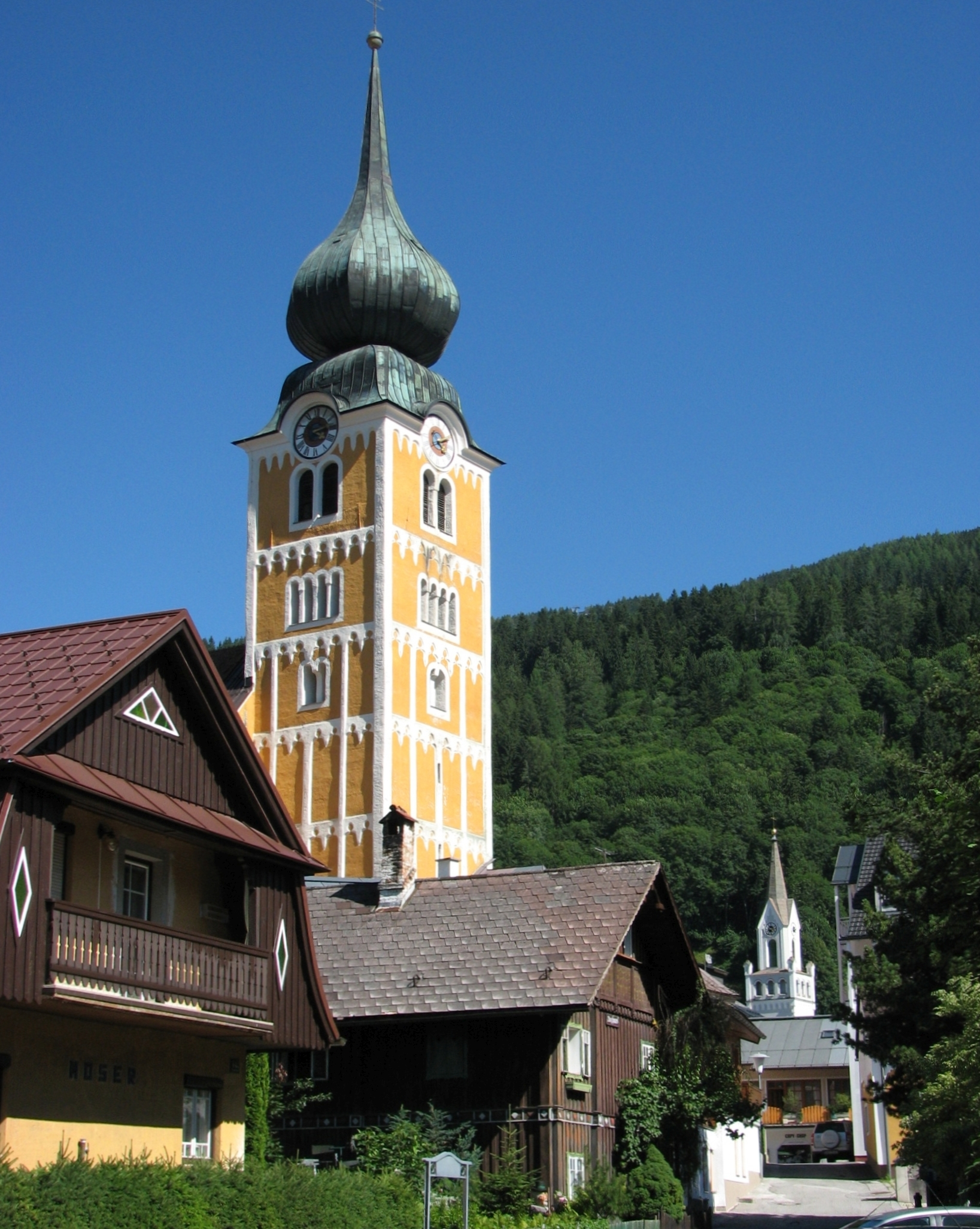
Turm der Katholischen Kirche in Schladming, gesehen von der Dachsteingasse

Die erste urkundliche Erwähnung einer Siedlung an dieser Stelle geht auf das Jahr 1180 (Slaebnich, altslow. „Schluchtberg“) zurück. Das Stadtrecht ist erstmals 1322 dokumentiert. Es ist auf den blühenden Bergbau in den Schladminger Tauern zurückzuführen, wo bis zu 1500 Bergknappen beschäftigt waren. Der Schladminger Bergrichter Leonhard Egkelzain legte 1408 im Schladminger Bergbrief die Verfahrens- und Gewohnheitsrechte der Schladminger Bergknappen schriftlich nieder. Abgebaut wurde Silber, Blei, Kupfer, und ab dem 18. Jahrhundert auch Cobalt und Nickel.
Als sich im Zuge der Reformation die Bergleute an den Bauernaufständen gegen die Salzburger Obrigkeit (1524–1526) beteiligten, wurde Schladming 1525 unter Erzherzog Ferdinand I. fast völlig zerstört und dem Ort das Stadtrecht aberkannt. Die Stadtrechte wurden Schladming erst am 7. Juli 1925 wieder zurückgegeben. Die offizielle Feier zur Wiedererlangung der Stadtrechte fand am 2. August 1925 in Anwesenheit von Landeshauptmann Anton Rintelen statt.
Im Jahre 1891 erwarb der seit seinem 21. Lebensjahr in Schladming als Kupferschmied arbeitende Ferdinand Kofler (auch Koffler) den am Talbacheingang befindlichen Vasold'schen Kupferhammer und das Wasserrecht am Talbach, wodurch er seinen bisherigen Betrieb wesentlich vergrößern konnte. Bald erkannte er die ungeahnte Möglichkeit zur Ausnutzung des elektrischen Stromes durch die Wasserkraft. Gemeinsam mit seinem Freund, dem Landwirt und Elektrotechniker, Matthias Gföller, erweiterte er im Jahre 1896 den Kupferhammer um ein kleines Wasserkraftwerk. Einhergehend mit der Gründung des Elektrizitätswerks Schladming, Kofler & Gföller. Bereits ein Jahr später, am 17. August 1897, erstrahlte erstmals in der Geschichte Schladmings das Rohrmooser Schlößl im Glanz elektrischer Glühlampen. Damit begann für Schladming die öffentliche Stromversorgung. Trotz seiner beruflichen Inanspruchnahme als Kupferschmied wirkte Ferdinand Kofler in der ersten Zeit selbst als Maschinist im Elektrizitätswerk. Nebenberuflich gehörte Kofler der Bürgerschaftssparkasse Schladming, erst als Vorstandsmitglied und später als deren Direktor. Zu seinem achtzigsten Geburtstag wurden seine Verdienste für Schladming, in der Ausgabe vom 13. Mai 1949, in dem seit 1906 unabhängigen Wochenblatt „Der Ennstaler“ gewürdigt.
Bis in die Gegenwart hat die Verwaltung der politischen Expositur ihren Sitz im kleineren Gröbming, womit die Gegenreformation auch nach beinahe 500 Jahren ihre Nachwirkungen zeigt.
Der Bergbau, der Schladmings Geschichte jahrhundertelang geprägt hatte, wurde im Laufe des 19. Jahrhunderts nach und nach eingestellt. Der nächste Aufschwung erfolgte durch die Erschließung des Ennstals mit einer Eisenbahnlinie im Jahr 1875. Damit begann der Aufstieg zum Tourismus- und Wintersportzentrum.
1947 wurde das Schladminger Krankenhaus gegründet. Bis 1961 war der Chirurg Hans Martz (* 1912 in Łódź) dessen Chefarzt.
Im Rahmen der Steiermärkischen Gemeindestrukturreform wurden am 1. Jänner 2015 die Gemeinden Pichl-Preunegg und Rohrmoos-Untertal mit Schladming zur neuen Stadtgemeinde Schladming zusammengeschlossen. Eine Beschwerde der Gemeinden Pichl-Preunegg und Rohrmoos-Untertal gegen die Zusammenlegung beim Verfassungsgerichtshof war erfolglos.

### Bevölkerungsentwicklung
Der starke Tourismus hat bis zur Jahrtausendwende zu einer positiven Bevölkerungsentwicklung geführt.

### Religion
Die Wohnbevölkerung gab bei der letzten Volkszählung im Jahre 2001 folgende Religionszugehörigkeit an:
|                    |                    |  |        |        |
| römisch-katholisch | römisch-katholisch |  | 55,6 % | 55,6 % |
| evangelisch        | evangelisch        |  | 34,2 % | 34,2 % |
| islamisch          | islamisch          |  | 4,1 %  | 4,1 %  |
| ohne Bekenntnis    | ohne Bekenntnis    |  | 4,3 %  | 4,3 %  |
| sonstige           | sonstige           |  | 1,6 %  | 1,6 %  |
|                    |                    |  |        |        |

## Kultur und Sehenswürdigkeiten

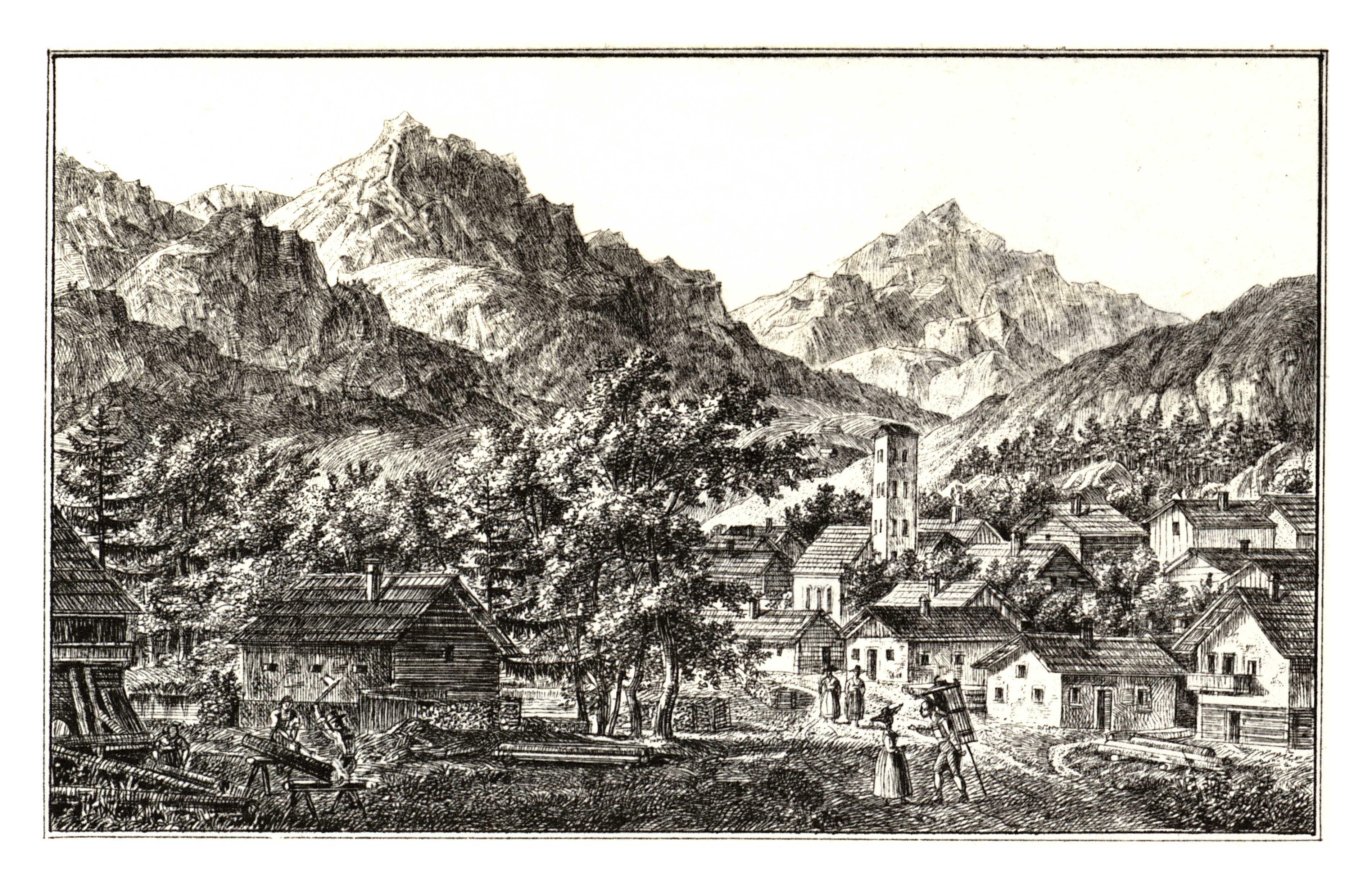
Markt Schladming, Lithografie von Josef Folwarczni, um 1830

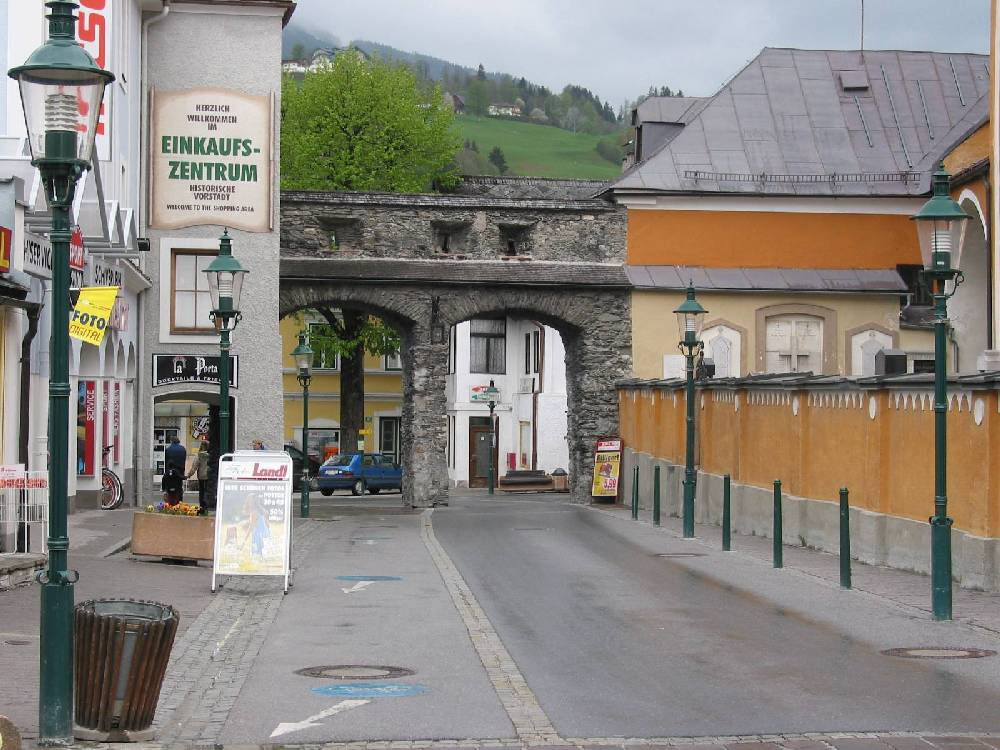
Das Stadttor

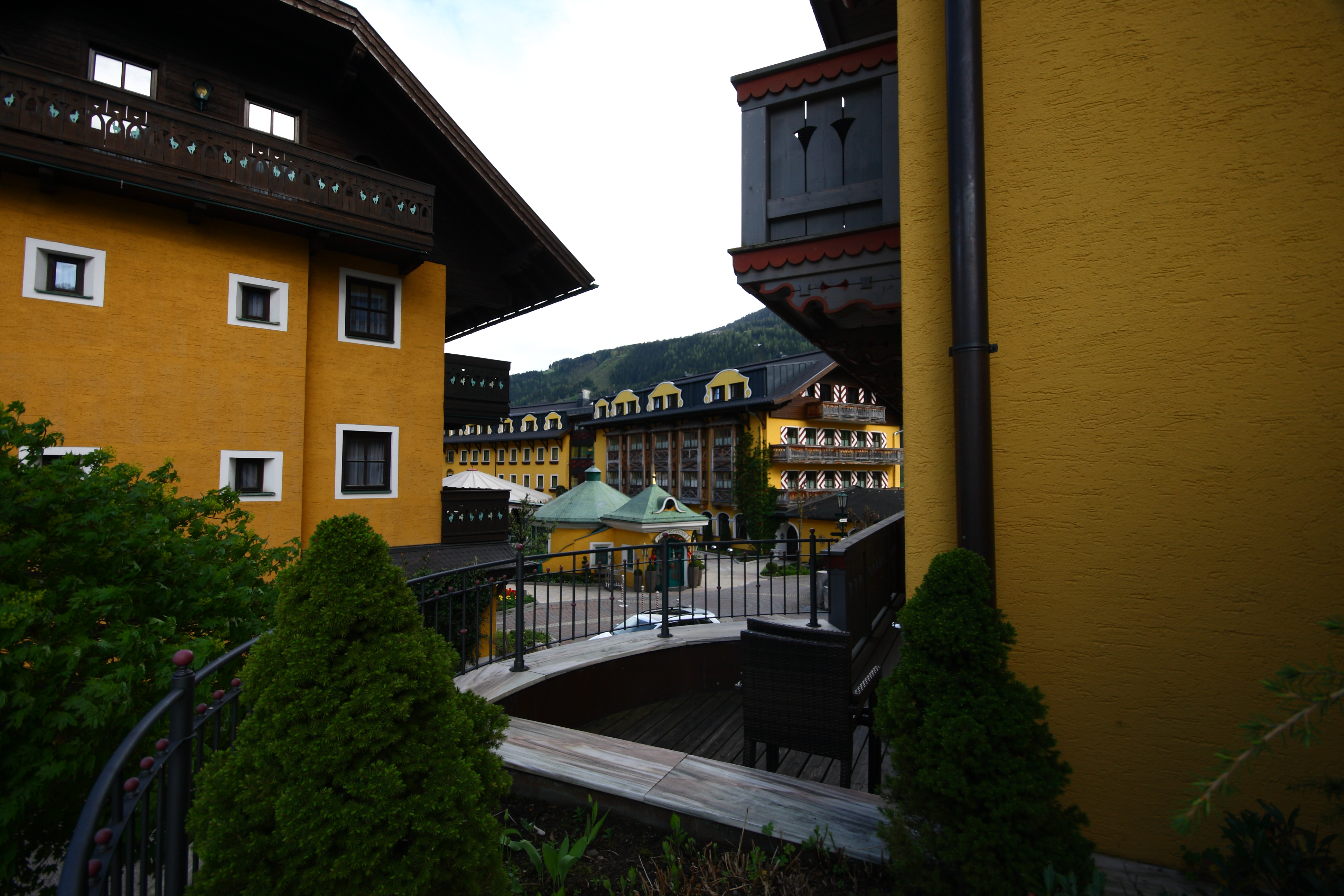
4-Sterne-Hotel Pichlmayrgut

- Stadtbefestigung: erhalten sind Mauerreste aus dem Jahr 1629, ein Stadttor, das Salzburger Tor, und einer von vier Rundtürmen
- Stadtmuseum: in einem Gebäude von 1661, das ursprünglich zur Unterbringung kranker Bergleute und Hinterbliebener verunglückter Knappen diente. Das Museum zeigt vor allem Ausstellungsstücke zur Bergbauvergangenheit und zu den Bauernkriegen der Reformation und Gegenreformation
- Rathaus: 1884 von August Prinz von Sachsen-Coburg und Gotha als Jagdschloss erbaut
- Katholische Stadtpfarrkirche Schladming hl. Achaz: im Kern spätromanisch, 1522 bis 1532 zur spätgotischen dreischiffigen, fünfjochigen Hallenkirche erweitert, barocker Hochaltar von 1702 bis 1704
- Evangelische Pfarrkirche hll. Peter und Paul: 1859 bis 1862 erbaut, Turm bereits 1852 errichtet, Renaissance-Flügelaltar im Seitenschiff aus der Reformationszeit (um 1570)
- Katholische Pfarrkirche Pichl an der Enns hl. Jakobus der Ältere

- Beim Landesblumenschmuckbewerb Flora|19 erhielt Schladming als einer der sieben steirischen Städte eine Gesamtzahl von fünf Floras und zählt damit zu den Gewinnern des Bundeslandes.[12]

Regelmäßige Veranstaltungen
- Mid Kultur: das Musikfestival Mid Kultur bietet seit 1977 – früher unter dem Namen „Schladminger Musiksommer“ – in den Monaten Juli und August Konzerte und Meisterkurse. Neu seit 1998 ist die Mid Europe, bei der stilistisch vielfältige Bläsermusik geboten wird. Seit drei Jahren gibt es auch die „Pre Mid“. Dabei werden volkstümliche Instrumente wie Alp- und Wurzhorn, Dudelsack und andere vorgestellt
- Weltcup-Skirennen auf der Planai: seit 1973 finden auf der Planai, dem Hausberg von Schladming, Weltcup-Skirennen statt

Kulinarische Spezialitäten
- Schladminger Bier
- Steirerkäse: ein Grauschimmelkäse, der ursprünglich von den Bauern des Ennstales gemacht wurde und auf Butterbrot oder Roggenkrapfen gegessen wird.

## Wirtschaft und Infrastruktur
Wichtigster Wirtschaftsfaktor in Schladming ist der Tourismus, der im Tourismusjahr 2015 (November 2014 bis Oktober 2015) 1.547.748 Nächtigungen verzeichnete. Organisiert ist die Region als Urlaubsregion Schladming–Dachstein, wobei der Wintersport (Skiregion Schladming–Dachstein/Ski amadé) in der Stadtgemeinde mit 56,2 % der Nächtigungen die Oberhand hat. Demgegenüber stehen 43,8 % der Nächtigungen in der Sommersaison.
Der größte Tourismusmagnet ist die 4-Berge-Skischaukel, die Schladming mit der Planai verbindet. Bekannt ist dieses Skigebiet vor allem durch das Nightrace, den Nachtslalom, dem alljährlich zirka 50.000 Besucher beiwohnen.
Seit 2004 findet auf der Planai jährlich der UCI-Mountainbike-Worldcup statt. Damit zieht Schladming im Sommer viele Downhill-Mountainbiker aus der ganzen Welt an.
Höhepunkte der touristischen Entwicklung waren
- 1904: Bau der Gollinghütte durch die Alpine Gesellschaft Preintaler
- 1908: Gründung des Wintersportvereines
- 1920: Errichtung (Hochwurzenhütte)
- 1953: Erster Skilift auf der Planai
- Seit 1973: Skiweltcuprennen der Herren
- 1982: 27. Alpine Skiweltmeisterschaften
- 1988–2011: Skiweltcuprennen der Damen
- 1993: 5. Special Olympics
- 2012: Finale des Alpinen Skiweltcups
- 2013: 42. Alpine Skiweltmeisterschaften
- 2017: 11. Special Olympics

Bei der Bewerbung um die Alpinen Skiweltmeisterschaften 2009 unterlag Schladming knapp dem französischen Konkurrenten Val-d’Isère, zwei Jahre später auch gegen Garmisch-Partenkirchen.
Die vom International Council for Ski Mountaineering Competitions (ISMC) an Schladming als Austragungsort vergebene Weltmeisterschaft im Skibergsteigen 2011 konnte jedoch aus sportpolitischen Gründen nicht in Schladming stattfinden.

### Brauerei Schladming

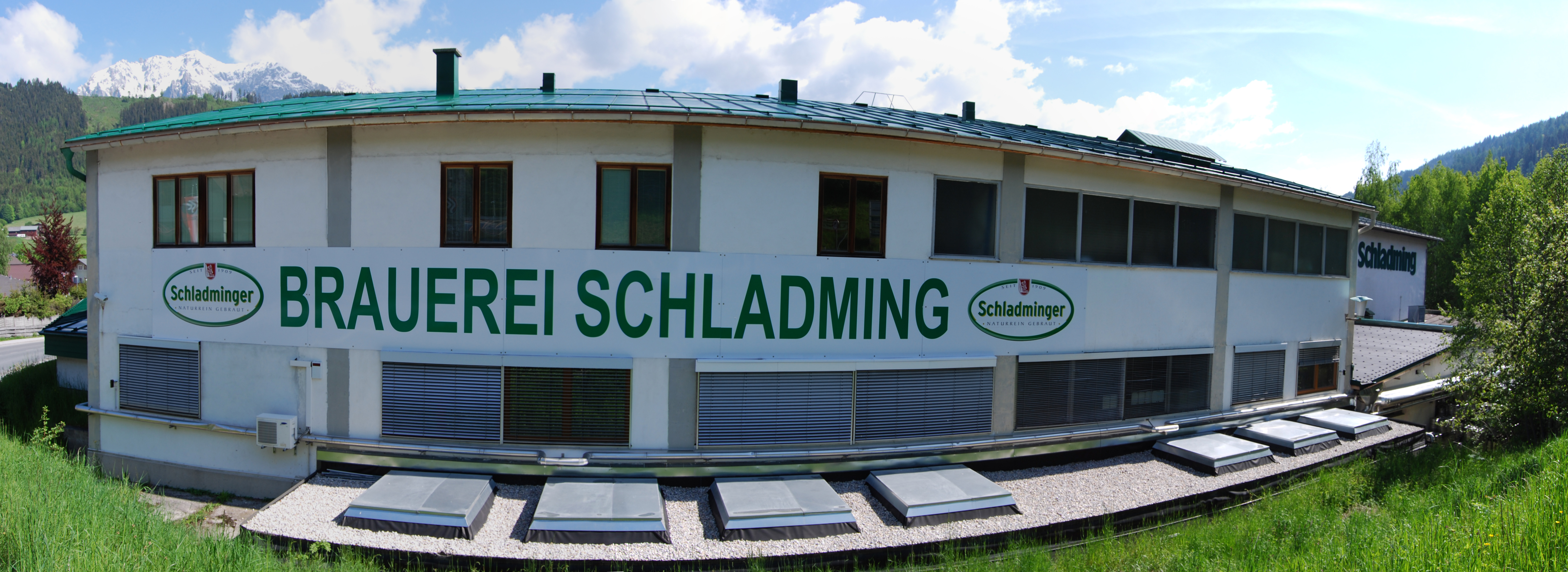
Brauerei Schladming

Die Schladminger Brauerei wurde 1909 als „Erste Alpenländische Volksbrauerei“ gegründet. Heute ist sie Teil der österreichweit tätigen Brau Union.
Biersorten
- BioZwickel
- Schnee Weiße Bio
- Märzen
- Sepp

### Verkehr
- Bahn: Schladming liegt an der Ennstalbahn, der Bahnhof wurde 2013/14 modernisiert und barrierefrei gemacht.
- Straße: Schladming liegt an der Ennstal-Landesstraße B 320, einer wichtigen Durchzugstrecke für den Reiseverkehr. Vor allem in der Hauptreisezeit kommt es immer wieder zu kilometerlangen Staus.

### Bildung
Schladming entwickelte sich ab 1974 auch zur Sport-Schulstadt, in die Schüler aus der ganzen Welt kommen, ausgenommen Afrika.
1974 startete die Skihandelsschule Schladming, im selben Jahr wurde das Jugendsporthaus, das Internat für die Ski-Haupt- und Handelsschüler eröffnet. 1998 gab es die erste Matura am HAK-Aufbaulehrgang.
Seit 1962 finden jährlich die Internationalen Universitätswochen für Theoretische Physik statt, begründet von Paul Urban.

### Sport
Im Winter kann man sich in Schladming hauptsächlich mit alpinem Skilauf, Langlauf, Rodeln und Eislaufen sportlich betätigen. Im Sommer werden outdoor-Sportarten wie Fußball, Wandern, Mountainbiking (vor allem Downhill) und Radfahren, Paragleiten, Klettern, Laufen, Tennis, Reiten, Beachvolleyball, Schwimmen, Fischen und Minigolf betrieben.
Schladming war Austragungsort der alpinen Skiweltmeisterschaften 1982 und 2013.
Die 5. Special Olympics World Winter Games fanden vom 20. bis 27. März 1993 in Salzburg und Schladming statt. Es waren die ersten Special Olympics World Winter Games, die außerhalb Nordamerikas veranstaltet wurden. An den Spielen beteiligten sich etwa 1.600 Athleten aus 50 Ländern. 2017 kamen die Special Olympics World Winter Games erneut nach Österreich, diesmal nach Graz, Schladming und Ramsau.

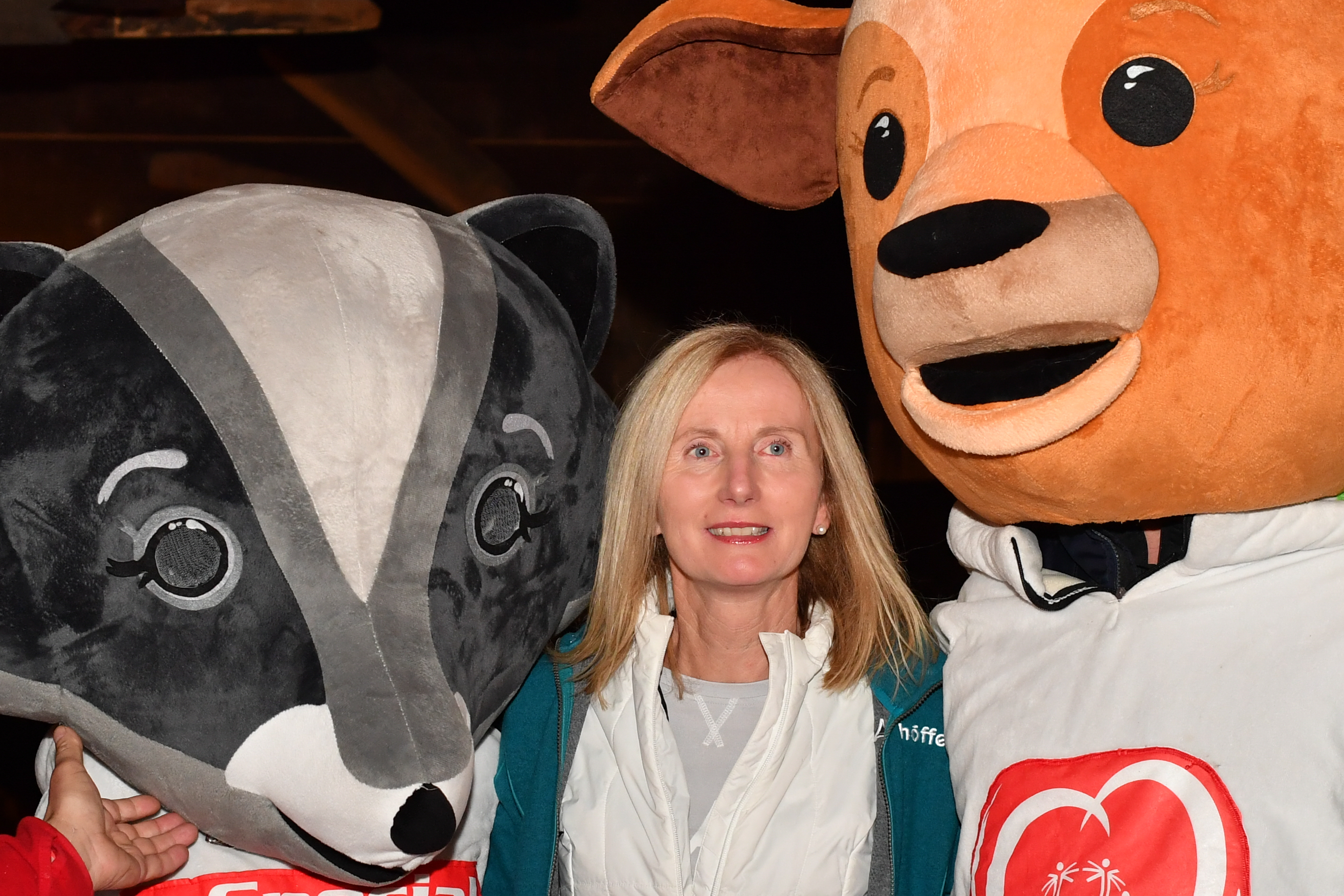
Lara und Luis, die Maskottchen der Special Olympics World Winter Games 2017

Die 11. Special Olympics World Winter Games fanden von 14. bis 25. März 2017 in Graz, Schladming und Ramsau statt. Es nahmen rund 2700 Athleten aus 107 Nationen teil. Hinzu kamen 5000 Angehörige und Trainer. In den Schladminger Ortsteilen Rohrmoos und Untertal lagen die Veranstaltungsorte für die alpinen Bewerbe Ski und Snowboard.

## Politik

### Gemeinderat
Der Gemeinderat hat 25 Mitglieder. Nach den Gemeinderatswahlen in der Steiermark hatte der Gemeinderat folgende Verteilungen:
- 2000: 10 ÖVP, 5 SPÖ, 3 Bürgerliste Schladming und 3 FPÖ
- 2005: 11 ÖVP, 5 SPÖ, 3 Bürgerliste Schladming, 1 FPÖ und 1 Grüne [19]
- 2010: 13 ÖVP, 4 SPÖ, 2 Bürgerliste Schladming und 2 FPÖ[20] (21 Mitglieder)
- 2015: 13 ÖVP, 9 Liste Schladming NEU, 2 FPÖ und 1 SPÖ[21]

Nach den Gemeinderatswahlen in der Steiermark 2020 hat der Gemeinderat folgende Verteilung:
14 Liste Schladming NEU, 8 ÖVP, 2 SPÖ und 1 FPÖ

### Bürgermeister
- 1945: Karl Gföller (SPÖ)
- 1955–1969: Harald Laurich (SPÖ)
- 1969–1975 Johann Ainhirn (SPÖ)[23]
- 1975–2005: Hermann Kröll (ÖVP)[24]
- 2005–2018: Jürgen Winter (ÖVP)[25]
- 2018–2020: Elisabeth Krammel (ÖVP)[26]
- 2020: Siegfried Keinprecht (ÖVP)[27]
- seit 2020: Hermann Trinker (LSN)[28]

Mitte April 2020 erklärte Bürgermeisterin Elisabeth Krammel ihren Rücktritt mit der Gemeinderatssitzung am 29. April. Die ÖVP nominierte Siegfried Keinprecht als ihren Nachfolger.

### Wappen

Wappen der Vorgängergemeinden
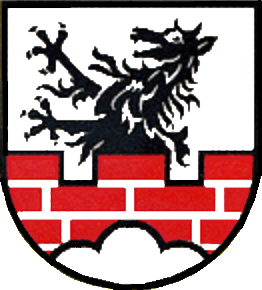
Pichl-Preunegg
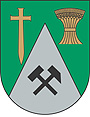
Rohrmoos-Untertal
Schladming (bis 2014)

| Wappen der Stadtgemeinde Schladming | Blasonierung: „In blauem Schild silbern ein Bergmann, mit Kittel und Schachtmütze angetan und auf das linke Knie gestützt, mit dem Schlegel in der erhobenen Rechten zum Schlag auf das mit der Linken an silbernes, aus dem rechten Schildrand in den Schildfuß wachsendes Gestein gesetzte Bergeisen ausholend.“ |
| Wappen der Stadtgemeinde Schladming | Wappenbegründung: Das Schladminger Stadtwappen beruht auf einem alten Marktsiegel aus dem Jahre 1621, auf dem ein kniender Bergmann bei der Arbeit dargestellt wird. Es zeigt einen Bergmann im Halbprofil mit Spitzhacke und Schlägel. Die Darstellung ist in Silber und Ocker vor blauem Hintergrund. Alle drei Fusionsgemeinden hatten bis Ende 2014 eigene Wappen. Wegen der Gemeindezusammenlegung verloren diese mit 1. Jänner 2015 ihre offizielle Gültigkeit. Die Neuverleihung des Gemeindewappens erfolgte durch die Steiermärkische Landesregierung mit Wirkung vom 10. Juli 2017. |

### Gemeindepartnerschaften
- Felletin, Département Creuse, Frankreich, seit 1960
- Wetzlar, Hessen, Deutschland, seit 1974
- Furano, Insel Hokkaidō, Japan, seit 1977
- Braunfels-Bonbaden, Hessen, Deutschland, seit 1961 (ursprünglich Partnerstadt der Gemeinde Rohrmoos-Untertal)[32]

## Persönlichkeiten

### Ehrenbürger der Gemeinde
- Hans Ainhirn, Bürgermeister a. D.
- Hannes Bammer (1922–2017), Landesrat a. D.
- Pauline Flechner (Ps. Halm) (1842–1921), Malerin
- Matthias Gföller, Obmann der Volksbrauerei (Ernennung 1925)[33]
- Theodor Karl Holl, Förderer des Skisportes
- Franz Hutter, Verfasser einer umfangreichen Geschichte Schladmings und des angrenzenden Ausseer Raumes
- Charly Kahr (1932–2024), Skitrainer
- Christoph Klauser (1924–2009), Landesrat a. D.
- Msgr. Erich Kobilka († 6. März 2018), Dechant und Pfarrer
- Ferdinand Kofler, Altvizebürgermeister (Ernennung 1925)[33]
- Oskar Kotschy, Arzt (Ernennung 1925)[33]
- Josef Krainer junior (1930–2016), Landeshauptmann a. D.
- Hermann Kröll (1939–2016), Bürgermeister a. D.
- Florian Loidl, Gemeinderat (Ernennung 1925)[33]
- Franz Loidl, Altbürgermeister (Ernennung 1925)[33]
- Friedrich Niederl (1920–2012), Landeshauptmann a. D.
- Ferdinand Pachernegg († 26. September 2012), Vizebürgermeister a. D.
- Peter Schröcksnadel (* 1941), Präsident des ÖSV
- Josef Walcher (1954–1984), Skirennläufer
- Franz Wegart (1918–2009), Landeshauptmannstellvertr. a. D.
- Hermann Wengert, Schuldirektor (Ernennung 1925)[33]
- Hans Wödl (1863–1937), Erschließer der Schladminger Tauern

### Söhne und Töchter der Gemeinde
- Rudolf Hofer (1894–1956), Architekt, Lehrer und Schuldirektor
- Ernst Ludwig Uray (1906–1988), Komponist und Rundfunkredakteur
- Fritz Pilz (1927–2016), Bildhauer
- Werner Hollomey (* 1929), Architekt und Universitätsprofessor
- Charly Kahr (1932–2024), Skirennfahrer und -trainer
- Erwin Bader (* 1943), Hochschullehrer für Philosophie
- Martin Hasitschka (* 1943), römisch-katholischer Priester, Theologe
- Ingeborg Strobl (1949–2017), Konzeptkünstlerin
- Sepp Walcher (1954–1984), Skirennfahrer
- Peter Strauß (* 1958), Schauspieler
- Wolfgang Maria Gran (* 1962), Journalist, Musiker und Autor
- Dieter Huber (* 1962), Bildender Künstler
- Hans Peter Royer (1962–2013), evangelikaler Prediger, Leiter der internationalen Fackelträger-Bewegung, Buchautor
- Bernhard Knauß (* 1965), Skirennfahrer
- Michael Tritscher (* 1965), Skirennfahrer
- Hans Knauß (* 1971), Skirennfahrer
- Gerfried Göschl (1972–2012), Bergsteiger
- Michael Pircher (* 1975), Alpinskitrainer
- Rainer Will (* 1979), Handelsexperte und Autor
- Simone Kopmajer (* 1981), Jazzsängerin
- Eva Maria Kroismayr-Baier (* 1981), Abgeordnete zum Steiermärkischen Landtag
- Wolfgang Schiesterl (1983–2011), Volleyballspieler
- Philipp Kopmajer (* 1984), Jazzmusiker
- Manuel Veith (* 1985), Snowboarder
- Dominic Pürcher (* 1988), Fußballspieler
- Manuel Kramer (* 1989), Skirennläufer
- Daniel Royer (* 1990), Fußballspieler
- Fabienne Hartweger (* 1992), Skilangläuferin und Biathletin
- Cornelia Seebacher (* 1992), Geschwindigkeitsskifahrerin
- Tamara Steiner (* 1997), Biathletin
- Johannes Felsner (* 1998), Fußballspieler
- Julian Schütter (* 1998), Skirennläufer und Klimaaktivist
- Vincent Wieser (* 2002), Skirennläufer
- Paul Walcher (* 2005), Nordischer Kombinierer
- Tolga Öztürk (* 2006), Fußballspieler

### Mit der Gemeinde verbunden
- Ernst Ehrlich (1885–1964), Bezirksförster und Fossiliensammler